# Ugo II di Empúries
Ugo, o Hugo o Hug (... – 1116 circa), è stato un nobile franco, conte di Empúries, dal 1078 sino alla morte.

## Origine
Era il figlio (primogenito) del conte di Empúries e di Peralada, Ponzio I (come ci viene confermato dal documento n° XL della Espana Sagrada, tome XLIII, datato 20 luglio 1128, in cui, il figlio, Ponzio II dichiara di essere figlio di Ugo II a sua volta figlio di Ponzio I) e della moglie (come risulta dal documenti n° CCXL del Marca Hispanica sive Limes Hispanicus), Adelaide di Besalù († dopo il 18 settembre 1064), figlia di Bernardo I, conte di Besalúe di Toda di cui non si conoscono gli ascendenti
Ponzio I di Empúries, secondo il documenti n° CCII del Marca Hispanica sive Limes Hispanicus, datato 16 gennaio 1030, era il figlio (primogenito) del conte di Empúries e di Peralada, Ugo I e della moglie, Guisla, di cui non si conoscono gli ascendenti.

## Biografia
Di Ugo II si hanno scarse notizie.
Suo padre, Ponzio I, verso il 1070 aveva aggregato Ugo nel governo della contea; infatti, nel 1071, secondo il documenti n° 301 del Preuves delle Histoire générale de Languedoc, Tomus V, Ugo fu tra i firmatari della risoluzione del contenzioso sorto, tra il conte di Barcellona, Raimondo Berengario I ed il conte di Tolosa, Guglielmo IV, circa il castello di Laurago.
Alla morte di suo padre, Ponzio I, nel 1078 circa, essendo il primogenito, Ugo gli succedette come Ugo II, conte di Empuries, mentre il fratello secondogenito, Berengario aveva ereditato la contea di Peralada (contrariamente alle aspettative di Ponzio I, che avrebbe preferito che i due figli governassero insieme).
Comunque risultava già titolare della contea di Empúries, il 25 agosto 1079, quando, secondo il documento n°CCXCI del Marca Hispanica sive Limes Hispanicus, Ugo fece una donazione alla comunità cenobita di Santa Maria vicino al Monastero di Sant Pere de Rodes,.
Nel 1085, Ugo II rinnovò l'accordo che suo padre, Ponzio I aveva fatto con suo cugino, Guislaberto II, Conte di Rossiglione (come riportato nel documento n° LVI del 1074, del Cartulaire Roussillonais), dove erano stati definiti i rispettivi diritti e doveri tra le due contee, prevedendo anche un patto di collaborazione e reciproca difesa.
Secondo il documento n° CCCX del Marca Hispanica sive Limes Hispanicus, datato 5 ottobre 1091, Ugo II assieme alla moglie, Sancha, furono chiamati a giudicare una disputa inerente ad una proprietà sorta tra l'abate del monastero di San Esteban) di Banyoles, e l'abate del Monastero di Sant Pere de Rodes.
Ugo II si recò in pellegrinaggio prima a Santiago di Compostela e poi a Gerusalemme.
Tra il 1114 ed il 1115, Ugo II fu tra coloro che si schierarono con il conte di Barcellona, Raimondo Berengario III, quando attaccò e ridusse suoi tributari i governanti Mori delle isole di Maiorca e di Ibiza.
Non si conosce la data esatta della morte di Ugo, che avvenne nel 1116 circa, comunque dopo il 25 marzo di quell'anno, giorno in cui secondo il documenti n° 457 del Preuves delle Histoire générale de Languedoc, Tomus V, Ugo, in espiazione dei suoi peccati, fece una donazione al Monastero di Sant Pere de Rodes.
Alla sua morte gli succedette il suo unico figlio, Ponç II.

## Matrimonio e discendenza
Ugo, come risulta dal documento n° CCCX del Marca Hispanica sive Limes Hispanicus, aveva sposato Sancha di Urgell (ca. 1060 - † dopo il 5 ottobre 1091), figlia di Ermengol III, Conte d'Urgell e della sua seconda moglie (Clemenza aveva controfirmato, come contessa di Urgell, il documento n° 42, datato 17 ottobre 1059, della COL·LECCIÓ DIPLOMÀTICA DE SANT PERE D'ÀGER), Clemenza di Bigorre (1036 - † prima del 1065), figlia del conte di Bigorre, Bernardo II e di Clemenza, di cui non si conoscono gli ascendenti.
Da Sancha, Ugo ebbe un solo figlio:
- Ponç[1] († dopo del 25 marzo 1154), conte d'Empúries.

### Fonti primarie
- (LA)  Histoire générale de Languedoc, Tomus V Preuves.
- (LA)  COL·LECCIÓ DIPLOMÀTICA DE SANT PERE D'ÀGER, vol 1° Archiviato il 5 marzo 2016 in Internet Archive..
- (LA)  Cartulaire Roussillonais.

### Letteratura storiografica
- Louis Halphen, La Francia nell'XI secolo, in «Storia del mondo medievale», vol. II, 1999, pp. 770–806
- Rafael Altamira, La Spagna (1031-1248), in "Storia del mondo medievale", vol. V, 1999, pp. 865–896
- (LA)  Marca Hispanica sive Limes Hispanicus, 1688.
- (LA)  Antolin Merino, Espana Sagrada, tome XLIII.